# الکساندر آلوف
الکساندر الکساندروویچ آلوف (روسی: Александр Александрович Алов؛ ۲۶ سپتامبر ۱۹۲۳ – ۱۲ دسامبر ۱۹۸۳) کارگردان فیلم و فیلم‌نامه‌نویس اهل اتحاد جماهیر شوروی سوسیالیستی بود.
از فیلم‌هایی که وی در آن‌ها نقش داشته‌است، می‌توان به پاول کارچگین و تهران ۴۳ اشاره نمود.
وی همچنین برندهٔ جوایزی همچون جایزه هنرمند مردمی اتحاد جماهیر شوروی، مدال دفاع از استالینگراد، جایزه دولتی اتحاد شوروی، هنرمند مردمی جمهوری شوروی فدراتیو سوسیالیستی روسیه، و نشان پرچم سرخ کار شده‌است.